# جاي س. كوبلاند
جاي س. كوبلاند (بالإنجليزية: J. C. Copeland)‏ هو لاعب كرة قدم أمريكية أمريكي، ولد في 21 يوليو 1991 في كولومبوس في الولايات المتحدة.

## وصلات خارجية
- جاي س. كوبلاند على موقع مرجع كرة القدم المحترفة.كوم (الإنجليزية)